# Max Reymann

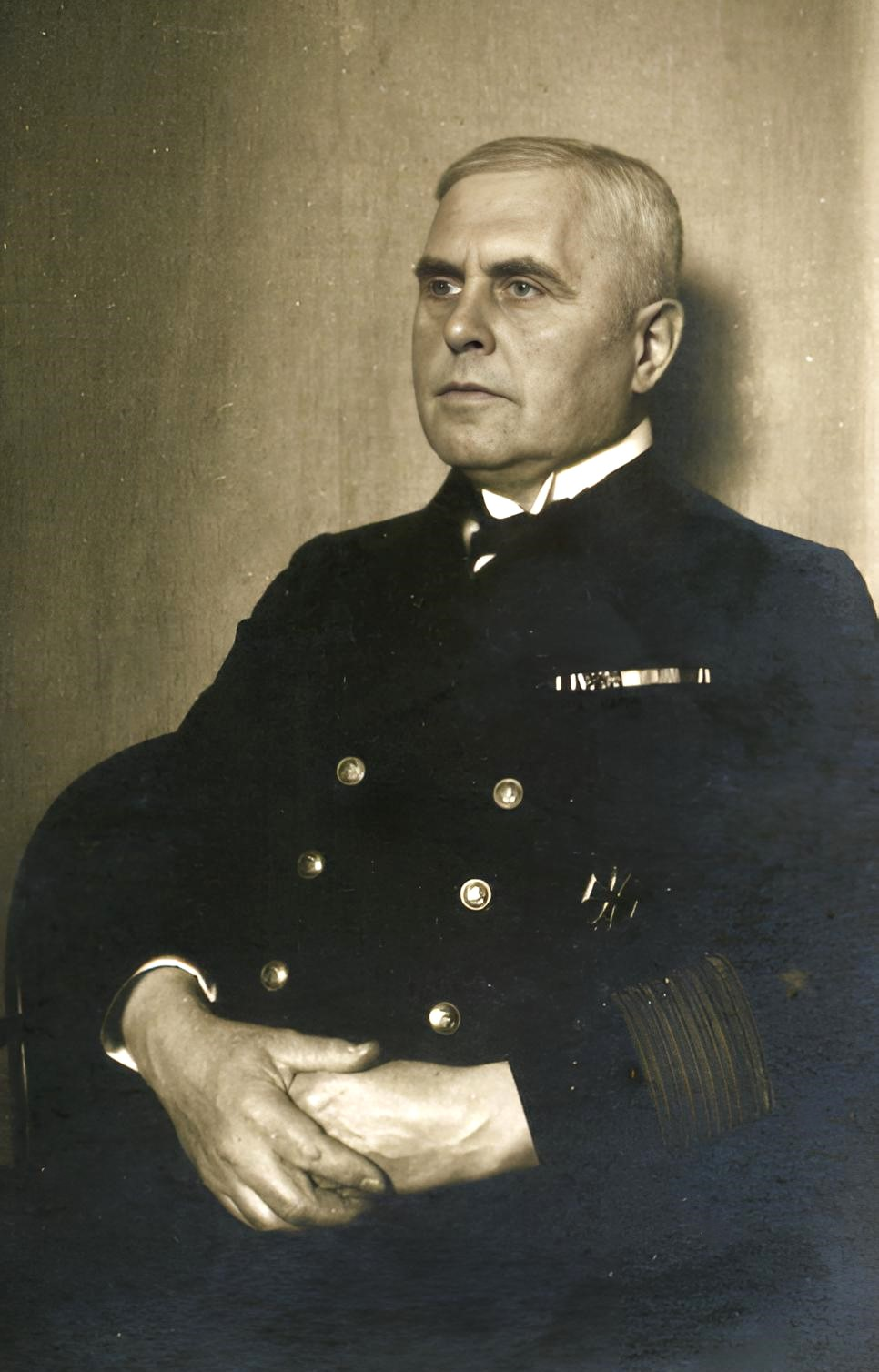
Konteradmiral Max Reymann, 1921

Max Reymann (* 8. März 1872 in Leipzig; † 10. Juli 1948 in Berlin) war ein deutscher Vizeadmiral der Reichsmarine.

## Leben
Max Reymann war ein Sohn des Fabrikanten Max Reymann und dessen Frau Antonie, geborene Vitzthum, sowie Bruder des späteren Fregattenkapitän Paul Reymann (1879–1933).
Max Reymann trat am 10. April 1891 in die Kaiserliche Marine ein. Am 6. Juni 1908 wurde er Korvettenkapitän und am 23. März 1913 Fregattenkapitän. 1914 war er mit der Wahrnehmung der Geschäfte eines Abteilungschefs im Reichsmarineamt betraut. Mit dem Ausbruch des Ersten Weltkriegs im August 1914 wurde er Kommandant der Kaiser Wilhelm der Große. Am 26. August 1914 war das Schiff vor der Küste von Spanisch-Sahara bei Río de Oro mit dem britischen Kreuzer Highflyer in ein Seegefecht verwickelt, wobei am Ende die Selbstversenkung der Kaiser Wilhelm der Große stand. Reymann wurde anschließend auf Las Palmas interniert, woraus er im September 1914 entfloh und später in Frankreich gefangen genommen wurde. Ab Oktober 1918 war er bis Kriegsende in der Schweiz interniert.
Nach dem Krieg wurde er in die Reichsmarine übernommen. Am 9. August 1919 wurde er mit Patent vom 17. Oktober 1915 zum Kapitän zur See ernannt. Bis 16. März 1920 war er Chef des Stabes der Marinestation der Ostsee. Er trat zurück, weil der Chef der Marinestation Magnus von Levetzow den Kapp-Putsch unterstützte. Zur näheren Begründung führte Reymann aus: „...daß die Verhältnisse in Kiel unhaltbar werden müssten, wenn nicht eine Verständigung mit den Parteien herbeigeführt würde. Die Vorbedingung dafür sei, daß der Stationschef eindeutig erkläre, er stelle sich nicht den Machthabern in Berlin zur Aufrechterhaltung von Ruhe und Ordnung zur Verfügung, sondern tue es im Einvernehmen mit den politischen Parteien in Kiel“. Levetzow beurlaubte ihn daraufhin „wegen Krankheit, um nach außen hin diese Differenz nicht in Erscheinung treten zu lassen.“ Anschließend war er ab 7. September 1920 als Nachfolger von Ernst von Gagern bis zu seiner Verabschiedung Leiter der Marinefriedenskommission. Am 1. Januar 1921 erfolgte seine Beförderung zum Konteradmiral. Am 27. April 1923 wurde er mit dem Charakter als Vizeadmiral aus der Marine verabschiedet.